# Bazeilles-sur-Othain
Bazeilles-sur-Othain is een gemeente in het Franse departement Meuse (regio Grand Est) en telt 103 inwoners (2009). De plaats maakt deel uit van het arrondissement Verdun. Het plaatsje ligt aan de Othain, zoals de naam al suggereert.

## Geografie
| Aangrenzende gemeenten | Aangrenzende gemeenten | Aangrenzende gemeenten | Aangrenzende gemeenten | Aangrenzende gemeenten |
| ---------------------- | ---------------------- | ---------------------- | ---------------------- | ---------------------- |
| Montmédy               |                        | Villécloye             |                        | Velosnes               |
|                        |                        |                        |                        |                        |
|                        | Othe                   |                        |                        |                        |
|                        |                        |                        |                        |                        |
| Iré-le-Sec             |                        |                        |                        | Flassigny              |

De onderstaande kaart toont de ligging van Bazeilles-sur-Othain met de belangrijkste infrastructuur en aangrenzende gemeenten.

## Demografie
Onderstaande figuur toont het verloop van het inwonertal (bron: INSEE-tellingen).